# مادیارکرستور
ماجارکرستور (به مجاری:  Magyarkeresztúr) یک شهرداری در مجارستان است که در ناحیه چورنا واقع شده‌است. مادیارکرستور ۱۶٫۷۶ کیلومتر مربع مساحت و ۴۸۷ نفر جمعیت دارد.